# Sonia Liebing

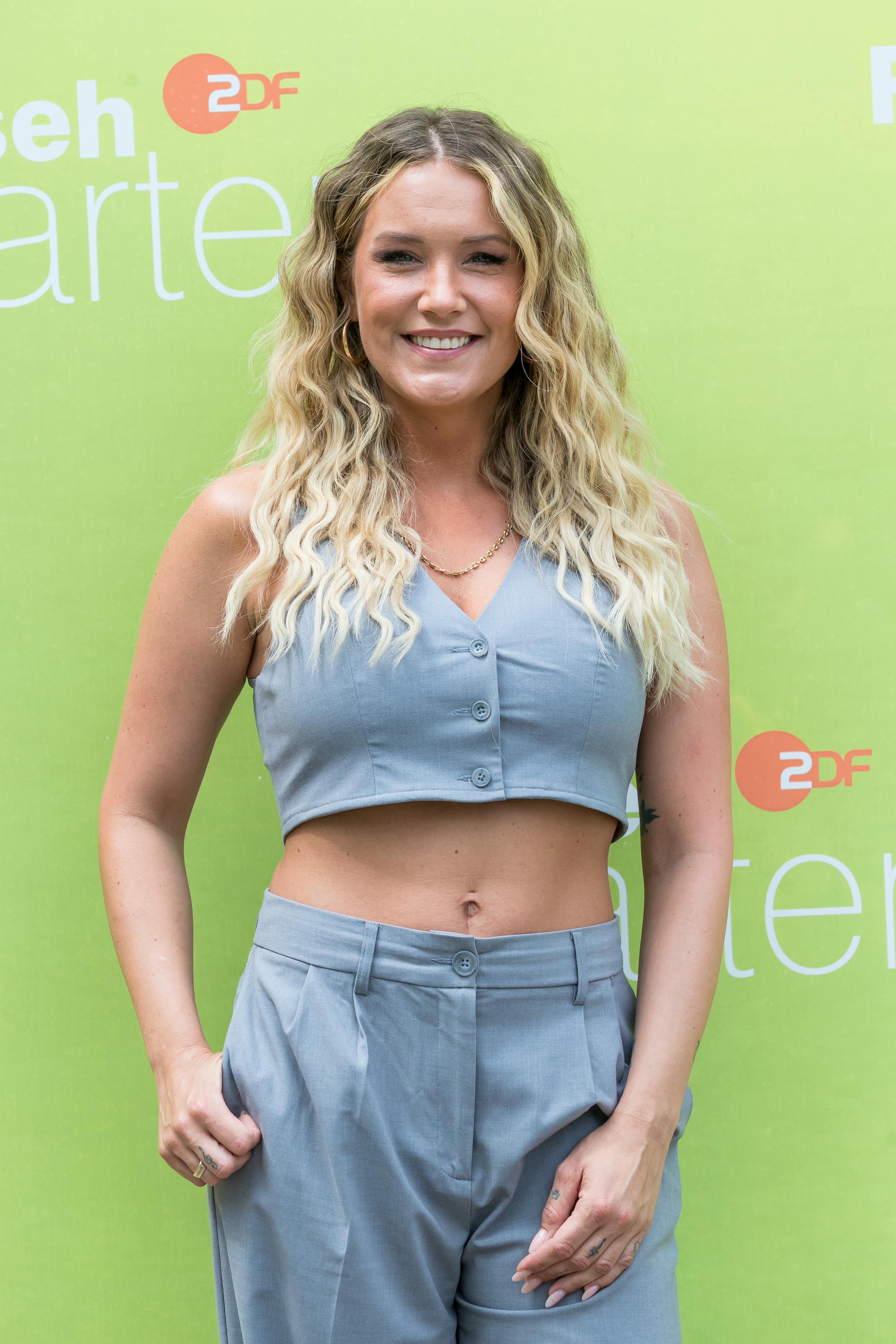
Sonia Liebing (2024)

Sonia Liebing (* 6. September 1989 in Köln) ist eine deutsche Schlagersängerin.

## Leben
Mit elf Jahren nahm Liebing erstmals Gesangsunterricht, sang im Chor „Lucy Kids“ und als Frontfrau der Schülerband ihrer Realschule. Später sang sie auf Stadtfesten. Liebing schloss nach dem Realschulabschluss eine Berufsausbildung als Einzelhandelskauffrau ab. Ihren späteren Mann lernte sie im Jahr 2005 bei einem Nebenjob im Café seiner Eltern kennen. Geheiratet haben sie im Jahr 2012. Nach der Geburt ihrer beiden Töchter orientierte sie sich beruflich neu und eröffnete unter anderem gemeinsam mit ihrer Schwägerin ein Kosmetikstudio. Sie lebt mit ihrer Familie in Pulheim.

## Musikalische Karriere
Sonia Liebing erlangte durch die Schlagernacht-des-Jahres-Deutschland-Tournee erste Bekanntheit als Schlagersängerin. Sie ist bei Electrola unter Vertrag. Am 21. Juni 2019 erschien ihr erstes Album Wunschlos glücklich.

## Diskografie
Studioalben

| Jahr | Titel Musiklabel                      | Höchstplatzierung, Gesamtwochen, AuszeichnungChartplatzierungen (Jahr, Titel, Musiklabel, Platzierungen, Wochen, Auszeichnungen, Anmerkungen) | Höchstplatzierung, Gesamtwochen, AuszeichnungChartplatzierungen (Jahr, Titel, Musiklabel, Platzierungen, Wochen, Auszeichnungen, Anmerkungen) | Höchstplatzierung, Gesamtwochen, AuszeichnungChartplatzierungen (Jahr, Titel, Musiklabel, Platzierungen, Wochen, Auszeichnungen, Anmerkungen) | Anmerkungen                              |
| Jahr | Titel Musiklabel                      | DE | AT | CH | Anmerkungen                              |
| ---- | ------------------------------------- | --- | --- | --- | ---------------------------------------- |
| 2019 | Wunschlos glücklich Electrola (UMG)   | DE28 (3 Wo.)DE | AT46 (1 Wo.)AT | CH25 (2 Wo.)CH | Erstveröffentlichung: 9. August 2019     |
| 2020 | Absolut Electrola (UMG)               | DE16 (4 Wo.)DE | AT31 (1 Wo.)AT | CH22 (1 Wo.)CH | Erstveröffentlichung: 25. September 2020 |
| 2023 | Liebe ist für alle da Electrola (UMG) | DE27 (1 Wo.)DE | AT44 (1 Wo.)AT | CH67 (1 Wo.)CH | Erstveröffentlichung: 10. November 2023  |

## Auszeichnungen
- 2019: smago! Award in der Kategorie „Ausblick/Durchbruch-Tipp 2019“ für „Der neue Shootingstar des deutschen Schlagers?“